# Otto Ackermann (Maler)
Otto Ackermann (* 14. Februar 1872 in Berlin; † 31. Mai 1953 in Düsseldorf) war ein deutscher Landschafts-, Marine- und Porträtmaler.

## Leben
Ackermann erhielt privaten Malunterricht im Atelier des Marinemalers Hermann Eschke in Berlin. Er unternahm Studienreisen nach Italien, Belgien und Holland (1905/1906 in Katwijk). Seit 1897 lebte er in Düsseldorf, wo er der Offiziersvereinigung des Landwehr-Bezirks Düsseldorf angehörte und ein „Niederrheinmaler“ wurde. Am 5. August 1897 heiratete er Gertrud, geborene Steven, aus Köln und hatte mit ihr den Sohn Carl-Josef (1898–1938), den später bekannt gewordenen Architekten und Regierungsbaumeister. Am Ersten Weltkrieg nahm er im Range eines Hauptmanns teil. Im Juni 1915 verlor er seinen 14 Jahre jüngeren Bruder Kurt, der unter Otto van der Haegen als 2. Kommandant (Erster Offizier) des Luftschiffes LZ 37 im Flug über Gent von Reginald Alexander John Warneford abgebombt wurde.
Ackermann war ein frühes Mitglied des Deutschen Künstlerbundes. In Düsseldorf war er Mitglied der Düsseldorfer Künstler-Vereinigung 1899, von 1898 bis 1953 auch des Künstlervereins Malkasten, ab 1932 dessen Vorsitzender.
In der Zeit des Nationalsozialismus war Ackermann Mitglied der Reichskammer der bildenden Künste. Für diese Zeit ist seine Teilnahme an zehn Gruppenausstellungen sicher belegt. Im Zuge der Gleichschaltung des Malkastens wurde Ackermann 1934 nach einer Änderung der Regelsatzung neuer Vereinsvorsitzender. Als solcher strich er 1935 neun „nicht-arische“ Mitglieder aus der Mitgliederliste. Die Funktion musste er 1938 auf Druck der NSDAP aufgeben. Über die Gründe dafür fehlen Informationen.
Ackermanns schriftlichen Nachlass verwaltet das Rheinische Archiv für Künstlernachlässe, Bonn. Er starb in seiner Wohnung in der Hünefeldstraße 8 an den Folgen eines Hausunfalls, bei dem er einen Schädelbasisbruch erlitten hatte.

## Werk

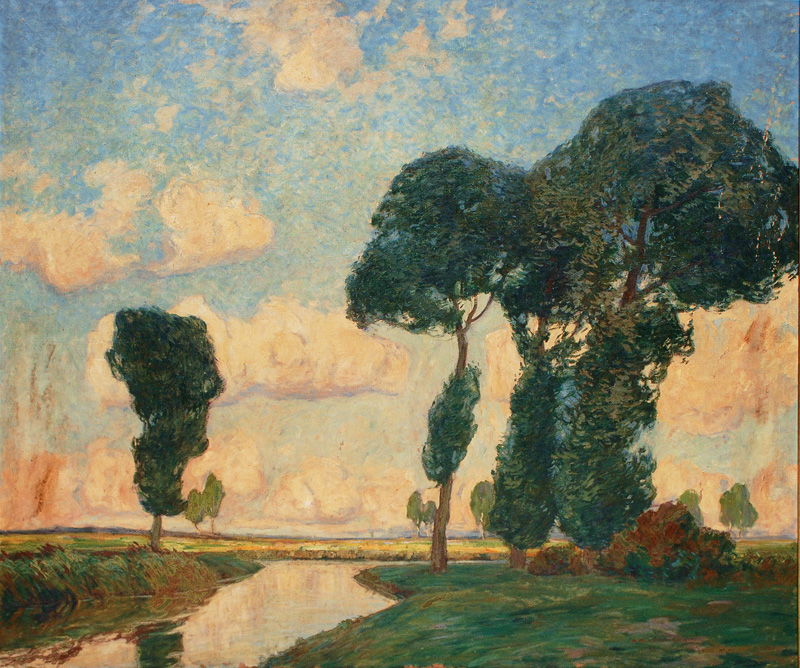
Auenlandschaft, 1909

Für seine Gemälde bevorzugte Ackermann Motive vom Niederrhein, von der belgischen, holländischen und deutschen Nordseeküste, aus Mecklenburg und der norddeutschen Tiefebene. Bis in die 1920er Jahre beschickte er die Ausstellungen in Düsseldorf, Berlin und München. Auf der 3. DKB-Jahresausstellung im Großherzoglichen Museum in Weimar war er mit dem Ölgemälde Platz im Schnee vertreten. 1904 und 1906 stellte er in Dresden, Berlin, München und seiner Wahlheimat Düsseldorf aus. Ausgezeichnet wurde er 1907 und 1911 in Barcelona, 1912 in Klagenfurt (Österreichische Staatsmedaille) und 1914 in Salzburg.
- Kiefern am Carwitzer See, Mecklenburg, um 1908, Düsseldorf, Kunstmuseum
- Auenlandschaft, 1909
- Am Nordseestrand bei Katwijk, um 1910, Düsseldorf, Kunstmuseum
- Runkel bei Limburg, Bleistiftzeichnung 1926, Düsseldorf, Künstlerverein Malkasten (KVM)
- Dörfliche Straße, Kreidezeichnung, Düsseldorf, KVM
- Sylt, Kreide- und Bleistiftzeichnung: Düsseldorf, KVM
- Graf-Adolf-Platz in Düsseldorf, Stadtmuseum Düsseldorf
- Malkasten-Jakobihaus, Bleistiftzeichnung, Stadtmuseum Düsseldorf
- Burg Runkel an der Lahn, Ölgemälde[12]
- Winterlandschaft, Ölgemälde[13]

Bildnisse
- Franz Kiederich, Ölgemälde, Düsseldorf, KVM
- Hans Kohlschein, Karikatur, Düsseldorf, KVM
- Fritz Reusing, Ölgemälde, Düsseldorf, KVM
- Wilhelm Schneider-Didam Ölgemälde, 1895, Düsseldorf, Städtisches Museum